# Richard Bruce Silverman
Richard Bruce Silverman (nacido el 12 de mayo de 1946) es profesor de química Patrick G. Ryan/Aon en la Universidad del Noroeste. El principal objetivo de su grupo es la investigación básica y traslacional de los trastornos del sistema nervioso central y el cáncer. Es conocido por el descubrimiento de la pregabalina, comercializada por Pfizer con la marca Lyrica.

## Educación
Silverman estudió en el Central High School de Filadelfia. Se licenció en Química por la Universidad Estatal de Pensilvania en 1968. Pasó un semestre en la Universidad de Harvard antes de ser llamado a filas y servir como asistente de Ciencias Físicas del Ejército de Estados Unidos en el Instituto de Investigación Walter Reed del Ejército desde enero de 1969 hasta su licenciamiento con honores en enero de 1971. En junio de 1974 se doctoró en química orgánica por la Universidad de Harvard con David Dolphin como asesor. A continuación, pasó dos años como becario postdoctoral con Robert Abeles en bioquímica en la Universidad Brandeis.

## Investigación
Silverman lleva enseñando e investigando en Northwestern desde 1976. En 1986 pasó a ser catedrático de Química y profesor de Bioquímica, Biología Molecular y Biología Celular. Ha sido catedrático en varias ocasiones. Fue Catedrático de Química Arthur Andersen de 1988 a 1996, Catedrático de Excelencia Docente Charles Deering McCormick de 2001 a 2003 y Catedrático de Química John Evans de 2004 a 2015. Fue nombrado catedrático inaugural Patrick G. Ryan/Aon el 1 de septiembre de 2015.
El enfoque principal del laboratorio de Silverman es la investigación básica de los trastornos del sistema nervioso central, incluidas la esclerosis lateral amiotrófica (ELA), la enfermedad de Parkinson, la enfermedad de Alzheimer y la epilepsia. Otras áreas de investigación incluyen el cáncer (melanoma y carcinoma hepatocelular. Ha desarrollado enfoques novedosos para la elucidación de reacciones catalizadas por enzimas en química orgánica. Está interesado en comprender y desarrollar mecanismos de inhibición enzimática.
Silverman ha publicado unos 400 artículos de investigación. Ha obtenido 130 patentes. Ha escrito 3 libros (uno en tercera edición): Mechanism-Based Enzyme Inactivation: Chemistry and Enzymology (CRC Press; 1988), Organic Chemistry of Drug Design and Drug Action (Academic Press; 1992, 2004, 2014), y Organic Chemistry of Enzyme-Catalyzed Reactions (Academic Press; 2000, 2002; véase la sección Obras publicadas, más abajo). Es miembro activo de los consejos editoriales de varias revistas académicas.
Silverman es conocido por inventar el fármaco pregabalina como posible tratamiento de los ataques epilépticos. Entre 1988 y 1990, Ryszard Andruszkiewicz, investigador visitante, sintetizó una serie de moléculas para Silverman. Una parecía prometedora. La molécula se transportaba al cerebro, donde activaba la enzima L-glutamato descarboxilasa. Silverman preveía que la enzima aumentaría la producción del neurotransmisor inhibidor GABA y bloquearía las convulsiones. Finalmente, el conjunto de moléculas se envió a Parke-Davis Pharmaceuticals para su ensayo. Además de para tratar las convulsiones, la pregabalina resultó eficaz para tratar el dolor de la fibromialgia, el dolor neuropático y el trastorno de ansiedad generalizada. Fue aprobada por la FDA en 2004 y comercializada por Pfizer (que compró Parke-Davis) con el nombre comercial de Lyrica.
La investigación ha demostrado que el mecanismo del fármaco es más complicado de lo previsto originalmente. Además de sus efectos sobre el comportamiento del sustrato GABA-AT, la pregabalina se une a los canales de calcio y bloquea la liberación de glutamato. El GABA se potencia, pero a través de un mecanismo diferente al que se sospechaba originalmente.

## Premios y distinciones

### Afiliaciones
- 2023 Elegido miembro de la Academia Nacional de Ciencias
- 2014 Elegido miembro de la Academia Estadounidense de Artes y Ciencias[14][15]
- 2014 Miembro de la Academia Nacional de Inventores[16]
- 2013 Miembro de la Royal Society of Chemistry
- 2011 Miembro de la Sociedad Química Estadounidense[17]
- 1990 Miembro de la Asociación Estadounidense para el Avance de la Ciencia
- 1985 Miembro del Instituto Americano de Químicos

### Medallas, premios
- Premio Tetrahedron 2021 a la Creatividad en Química Bioorgánica y Medicinal
- Premio 2017 a la invención creativa de la American Chemical Society
- Premio al alumno distinguido 2017, Universidad Estatal de Pensilvania
- 2014 Premio a la Excelencia en Química Medicinal de la Sociedad Química de Israel[18][19]
- 2014 primer galardonado con la Medalla Trustee de la Universidad Northwestern a la Innovación y el Espíritu Empresarial del Profesorado2[20]
- Premio iCON Innovator 2014 del Instituto iBIO[21]
- Premio Centenario 2013 de la Royal Society of Chemistry[22]
- 2013 Premio Bristol-Myers Squibb-Edward E. Smissman de la Sociedad Química Estadounidense[22][23]
- Premio Roland T. Lakey 2013 de la Universidad Estatal de Wayne
- Premio Internacional Sato Memorial 2012 de la Sociedad Farmacéutica de Japón
- Premio EB Hershberg 2011 por descubrimientos importantes en sustancias medicinalmente activas de la American Chemical Society por el descubrimiento del CPP-115[24]
- 2011 miembro del Salón de la Fama de Antiguos Alumnos de la Escuela Secundaria Central de Filadelfia
- 2009 Medalla Perkin de la sección estadounidense de la Sociedad de la Industria Química[25]
- 2009 miembro del Salón de la Fama de la Química Medicinal de la Sociedad Química Estadounidense[26]
- Premio Alumni Fellow 2008 de la Universidad Estatal de Pensilvania
- 2003 Premio Arthur C. Cope Scholar de la American Chemical Society[27]
- 1982-1987 Premio al desarrollo profesional de los Institutos Nacionales de Investigación en Salud[7]
- 1981 Miembro de la Fundación Alfred P. Sloan[28]
- 1976 Joven miembro de la facultad de DuPont

### Premios a la docencia
Silverman ha recibido numerosos premios a la docencia de la Universidad Northwestern, incluidos los siguientes:
- 2001-2004 Profesor Charles Deering McCormick de excelencia docente
- 2000 Premio a la Excelencia en la Enseñanza de la Asociación de Antiguos Alumnos
- 1999 Premio a la excelencia en educación química del capítulo de la fraternidad de química Alpha Chi Sigma de la Universidad Northwestern
- 1999 Premio E. LeRoy Hall a la excelencia docente

## Filantropía
Los royalties de Lyrica abonados a la Northwestern y una donación del propio Silverman han financiado la Sala Silverman de Terapéutica y Diagnóstico Moleculares de la Universidad Northwestern. Silverman Hall, inaugurado en 2009, se diseñó como un centro interdisciplinar de colaboración que alberga a investigadores de química, biología e ingeniería.

## Obras publicadas

### Libros
- Silverman, Richard B. (1988). Mechanism-Based Enzyme Inactivation: Chemistry and Enzymology (1st edición). Boca Raton, Fl.: CRC Press. ISBN 978-0849345432. Consultado el 5 de febrero de 2022.
- Silverman, Richard B. (2002). The Organic Chemistry of Enzyme-Catalyzed Reactions (2nd edición). San Diego, Calif.: Academic Press. ISBN 0126437319. Consultado el 5 de febrero de 2022.
- Silverman, Richard B. (2000). The Organic Chemistry of Enzyme-Catalyzed Reactions (1st edición). San Diego, Calif.: Academic Press. ISBN 0126437459. Consultado el 5 de febrero de 2022.
- Silverman, Richard B.; Holladay, Mark W. (2014). The Organic Chemistry of Drug Design and Drug Action (3rd edición). San Diego, Calif.: Elsevier Science. ISBN 978-0123820303. Consultado el 5 de febrero de 2022.
- Silverman, Richard B. (2004). The Organic Chemistry of Drug Design and Drug Action (2nd edición). San Diego, Calif.: Elsevier/Academic Press. ISBN 0126437327. Consultado el 5 de febrero de 2022.
- Silverman, Richard B. (1992). The Organic Chemistry of Drug Design and Drug Action (1st edición). San Diego, Calif.: Academic Press. ISBN 0126437300. Consultado el 5 de febrero de 2022.